# Гаївське (Первомайський район)
Гаї́вське — село в Україні, у Мигіївській сільській громаді Первомайського району Миколаївської області. Населення становить 68 осіб.